# Bjørn Stiler
Bjørn Henry Stiler (24 de julho de 1911 — 30 de março de 1996) foi um ciclista dinamarquês que competia em provas do ciclismo de pista.
Stiler foi um dos atletas que representou a Dinamarca nos Jogos Olímpicos de 1936, em Berlim (União Soviética), onde terminou na quinta posição competindo no tandem.